# Канди, Ахмед
Ахмед Канди (фр. Ahmadou Kandi; около 1869, Сен-Луи - около 1907) - сенегальский шашист, первый представитель африканского континента, с успехом участвовавший в Европе в крупных международных турнирах по стоклеточным шашкам.  

## Биография
Первые известия об Ахмеде Канди появляются в 1894 году. Он был родом из Сен-Луи в Сенегале и прибыл во Францию с группой соотечественников для участия в выставке сенегальской и дагомейской деревни. В Лионе на мастерство Канди в шашечной игре обратил внимание известный игрок Ив ле Гоф, который организовал и профинансировал поездку Канди в Париж для участия в международном турнире, собравшем в августе 1894 года сильнейших французских шашистов. Новичок из Африки поделил с Эженом Леклерком 5-6 места. В октябре этого же года Канди занял третье место в турнире в Лионе, а в следующем 1895 году занял третье место в крупном турнире в Париже позади Вейса и Циммермана, но впереди Дюссо, Бартелинга, Гастона Будена и Фернана Будена. В обоих турнирах принимали участие ещё несколько сенегальцев. В дальнейшем Ахмед Канди вернулся в Сенегал, и в Европе о нём не было никаких сведений до 1910 года, когда приехавший в Париж Вольдуби рассказал, что Канди за несколько лет до этого умер.